# Theo Bleckmann
 (décembre 2022).
Si vous disposez d'ouvrages ou d'articles de référence ou si vous connaissez des sites web de qualité traitant du thème abordé ici, merci de compléter l'article en donnant les références utiles à sa vérifiabilité et en les liant à la section « Notes et références ».
Theo Bleckmann, né le 28 mai 1966 à Dortmund, est un chanteur de jazz et un compositeur de musique moderne américain d'origine allemande. Son œuvre est saluée par la critique musicale aux États-Unis et dans d'autres pays, et il obtient différents prix musicaux. En 2010, son album Twelve Songs by Charles Ives with Kneebody est nommé aux Grammy Awards et il remporte en Allemagne le prix Echo.

## Biographie
Bleckmann a grandi en appréciant la musique traditionnelle de son Allemagne natale, ainsi que la musique populaire américaine et notamment le Great American Songbook (répertoire des chansons des années 1920-1960). Il a eu une formation de danseur sur glace et a été champion junior avant de décider de poursuivre une carrière dans la musique. 
En 1989 Bleckmann s'installe à New York (et prend ultérieurement la nationalité américaine), après sa rencontre avec la chanteuse de jazz Sheila Jordan qui deviendra son mentor et sa partenaire musicale.

### Œdipe Redux
En 2018, Mat Maneri et Lucian Ban écrivent une relecture de l'opéra Œdipe (1931) de Georges Enesco, entre musique de chambre et jazz contemporain, Œdipe Redux. La création mondiale a lieu le 5 décembre 2018 à l'Opéra de Lyon, auditorium unterground.
- Mat Maneri, alto
- Lucian Ban (en), piano
- Jen Shyu, voix
- Theo Bleckmann, voix
- Louis Sclavis, clarinette et clarinette basse
- Ralph Alessi (en), trompette
- John Hebert, contrebasse
- Tom Rainey, batterie